# Charlotte (New York)
Pour les articles homonymes, voir Charlotte.
Charlotte est une ville du comté de  Chautauqua dans l'État de New York, au nord de Jamestown.
La ville a été fondée en 1829.
En 2020 la population était de 1 521 habitants.